# Raiffeisenbank Todenbüttel
Die Raiffeisenbank eG (im Außenauftritt Raiffeisenbank eG Todenbüttel) ist eine Genossenschaftsbank mit Sitz in der schleswig-holsteinischen Gemeinde Todenbüttel im Kreis Rendsburg-Eckernförde.

## Geschichte
Die Raiffeisenbank eG wurde am 19. September 1912 gegründet und fusionierte letztmals 1987 mit der Raiffeisenbank eG mit Sitz in Hanerau-Hademarschen. Zuvor fanden bereits Fusionen der beiden Banken mit örtlichen Raiffeisenbanken statt.

### Stammbaum
Der Stammbaum der Raiffeisenbank eG. Angegeben ist der zum Zeitpunkt der Verschmelzung geführte Name.
- Raiffeisenbank eG, Todenbüttel (seit 1912)
  - Raiffeisenbank eG, Haale (1921 bis 1980)
  - Raiffeisenbank eG, Hanerau-Hademarschen (1919 bis 1987)
    - Spar- und Darlehnskasse eGmbH, Beldorf (bis 1965)
    - Spar- und Darlehnskasse Ohrsee-Gokels eGmbH, Gokels (bis 1966)
    - Landwirtschaftlicher Bezugsverein eGmbH, Hademarschen (bis 1966)
    - Spar- und Darlehnskasse eGmbH, Thaden (bis 1966)
    - Raiffeisenbank eG, Oldenbüttel (1921 bis 1980)

## Rechtsverhältnisse
Die Raiffeisenbank eG ist im Genossenschaftsregister beim Amtsgericht Kiel unter GnR 48 RD eingetragen.

## Organisationsstruktur
Rechtsgrundlagen sind das Genossenschaftsgesetz und die durch die Generalversammlung beschlossene Satzung. Organe der Bank sind der Vorstand, der Aufsichtsrat und die Generalversammlung.

## Sicherungseinrichtung
Die Raiffeisenbank eG ist der amtlich anerkannten Sicherungseinrichtung des Bundesverbandes der Deutschen Volksbanken und Raiffeisenbanken GmbH und der zusätzlichen freiwilligen Sicherungseinrichtung des Bundesverbandes der Deutschen Volksbanken und Raiffeisenbanken e.V. angeschlossen.

## Geschäftsausrichtung
Die Raiffeisenbank eG betreibt das Universalbankgeschäft. Im Verbundgeschäft arbeitet sie mit der DZ Bank, R+V Versicherung, Bausparkasse Schwäbisch Hall, Teambank, VR Leasing,  DZ Hyp und der Union Investment zusammen.

## Geschäftsgebiet
Das Geschäftsgebiet liegt im Südwesten des Kreises Rendsburg-Eckernförde.
An diesen Orten betreibt die Bank Filialen:
- Todenbüttel (Hauptstelle, jur. Sitz)
- Hanerau-Hademarschen (Geschäftsstelle)